# Fricso Bowl
Le Frisco Bowl est un match annuel d'après saison régulière, de football américain de niveau universitaire, organisé par la National Collegiate Athletic Association.
Sa première édition se déroule le 20 décembre 2017, au Toyota Stadium de Frisco dans le Texas.
Le match est retransmis par la chaine de télévision nationale ESPN.
Sponsorisé par la société DXL Group (en), le match est officiellement dénommé le DXL Frisco Bowl.

## Les participants
Le match inaugural met en présence une équipe issue de l'American Athletic Conference contre une équipe de la Conference USA. Initialement, il était prévu que les équipes issues de l'AAC seraient opposées à une équipe de la Sun Belt en 2017 et 2019, et à une équipe de la MAC en 2018.
Le Frisco Bowl est actuellement lié avec la American Athletic Conference (The American) jusqu'à la saison 2021. La seconde équipe sera sélectionnée parmi les autres conférences en fonction des disponibilités.

## L’histoire
Le 21 avril 2017, le Miami Beach Bowl (qui était propriété et géré par l'American Athletic Conference) est vendu à la société ESPN Events. Celle-ci décide de relocaliser l'événement à Frisco dans le Texas pour la saison 2017. Le 8 novembre 2017 la société  DXL Group (en) (un détaillant spécialisé dans les vêtements pour hommes grands et larges), signe comme sponsor pour la première édition.
Le 3 décembre 2017, SMU et Louisiana Tech sont désignés pour jouer le premier Frisco Bowl.

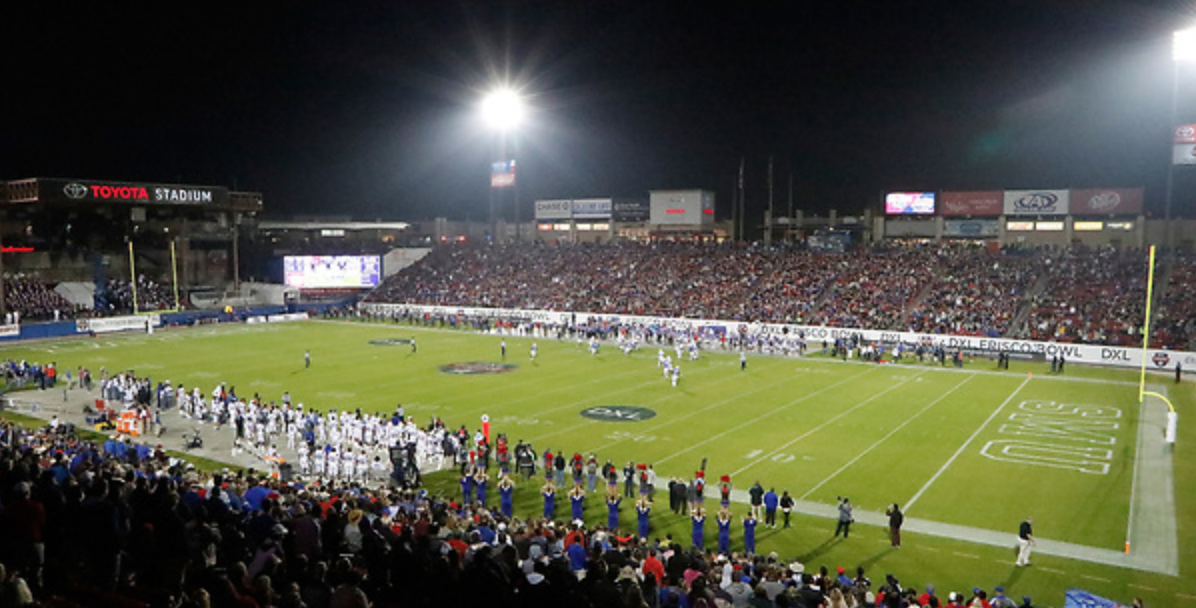
Vue du Toyota Stadium lors du Frisco Bowl 2017

## Palmarès
| Dates            | Vainqueurs     | Scores  | Perdants | Assistances | Conférences | Notes |
| ---------------- | -------------- | ------- | -------- | ----------- | ----------- | ----- |
| 20 décembre 2017 | Louisiana Tech | 51 - 10 | SMU      | 14 419      | AAC - C-USA | Note  |
| ? décembre 2018  | ?              | ? - ?   | ?        | ?           | ? - ?       | Note  |

## Meilleurs joueurs du Bowl (MVPs)
| Saisons          | Systèmes | Joueurs        | Équipes        | Postes |
| ---------------- | -------- | -------------- | -------------- | ------ |
| Frisco Bowl 2017 | Attaque  | J'Mar Smith    | Louisiana Tech | QB     |
| Frisco Bowl 2017 | Défense  | Amik Robertson | Louisiana Tech | CB     |
| Frisco Bowl 2018 | Attaque  | ?              | ?              | ?      |
| Frisco Bowl 2018 | Défense  | ?              | ?              | ?      |

## Statistiques par Conférences
| Rangs | Conférences | Gagnés | Perdus | Nuls |
| ----- | ----------- | ------ | ------ | ---- |
| 1     | AAC         | 1      | 0      | 0    |
| 2     | USA         | 0      | 1      | 0    |

## Statistiques par Équipes
| Rangs | Équipes                    | Gagnés | Perdus | Nuls |
| ----- | -------------------------- | ------ | ------ | ---- |
| 1     | Bulldogs de Louisiana Tech | 1      | 0      | 0    |
| 2     | Mustangs de SMU            | 0      | 1      | 0    |

## Liens Externes
Site Officiel